# Erik Gillberg
Erik Arthur Gillberg, född 14 juli 1888 i Stockholm, död 29 januari 1975 i Täby, var en svensk affärsman.
Erik Gillberg var son till fabrikören Otto Gillberg. Efter anställning vid agenturfirma E. A. Grundberg 1904–1907 var han tjänsteman vid Stockholms Enskilda Bank 1907–1917, kamrer i Svenska Emissions AB (senare Finansaktiebolaget) 1917–1926 samt var från 1926 industriexpert i Svenska Handelsbanken. Som sådan handhade han och deltog i rekonstruktioner av industri- och affärsföretag som kom att finansieras av banken under hans tid som industriexpert. Gillberg var styrelseledamot bland annat i Bengtsfors sulfit AB, Forssa bruks AB, Gardin AB, AB Nymans verkstäder och Tångens gardinfabrik AB samt revisor i ett flertal företag. Han deltog bland annat i de kommittéers arbeta, vilka hade till uppgift att fastställa enhetliga principer för industriell självkostnadsberäkning. Gillberg var verksam inom Stockholms luftskydd och var 1940–1941 ledamot av Stockholms stads luftskyddsnämnd. Han är begravd på Norra begravningsplatsen utanför Stockholm.